# Seleção de Guam de Futebol Feminino
A Seleção de Guam de Futebol Feminino representa Guam nas competições de futebol feminino da FIFA.